# Paitsaaret
Paitsaaret är en ö i Finland. Den ligger i sjön Saimen och i kommunen Savitaipale i den ekonomiska regionen  Villmanstrands ekonomiska region  och landskapet Södra Karelen, i den södra delen av landet, 200 km nordost om huvudstaden Helsingfors. Öns area är 3,8 hektar och dess största längd är 470 meter i sydöst-nordvästlig riktning.  Notera att namnet antyder att det är fråga om flera öar.